# Reprodukční úspěšnost
Reprodukční úspěšnost je definovaná jako šance přenosu genů do další generace skrze plodné potomstvo. To nutně neznamená znamenat počet potomků (a potomků potomků). Oproti evolučnímu fitness reprodukční úspěch zahrnuje i například pravděpodobnost, že jedinec uspěje v kompetici, že bude produkovat potomstvo dostatečně rychle, aby se mohlo přizpůsobit apod. Zároveň reprodukční úspěšnost se může během života měnit a tradičně se počítá spíše pro individuálního jedince, než pro celou populaci např. se společným genem.

## Role výživy
Faktory jako množství živin se na reprodukční úspěšnosti značně podílí. Ty zahrnují jak rozdílné množství konzumovaných látek, ale především poměr uhlovodíků k bílkovinám. V některých případech (například v době rozmnožování) je ale pro úspěšnost organizmu relevantnější poměr látek přijatých a vydaných. Důležitost poměru příjmu uhlovodíku v čase kopulace ukazuje také, že doba páření je obvykle delší u cukrem živených samců, než u samců živených bílkovinami.